# Henrique II do Sacro Império Romano-Germânico
Henrique II (Bad Abbach, 6 de maio de 973 – Gotinga, 13 de julho de 1024), também chamado de Santo Henrique, foi o Imperador Romano-Germânico de 1014 até sua morte e o último monarca da dinastia otoniana. Ele tornou-se Duque da Baviera em 995 depois da morte de seu pai, foi eleito Rei da Germânia em 1002 depois da morte repentina de seu primo Otão III e mais tarde eleito Rei da Itália em 1004. Era filho de Henrique II, Duque da Baviera, e Gisela da Borgonha.

## Biografia
Era filho de Henrique II da Baviera. Como seu pai rebelou-se contra dois imperadores, passou parte da vida no exílio, tendo encontrado refúgio junto ao Bispo de Frisinga e sido educado na escola da Catedral de Santa Maria, em  Hildesheim, pelo bispo de Ratisbona, adquirindo assim toda uma especial formação cristã.
Estava a caminho de Roma para ajudar seu primo, o imperador Otão III quando soube da morte dele a janeiro de 1002. Prevendo que haveria oposição a sua posse, rapidamente tomou as insígnias imperiais. Com a ajuda do arcebispo de Mogúncia, assegurou sua eleição e coroação em 7 de Junho desse mesmo ano de 1002, mas ainda sem a reconhecimento universal.
Teve que organizar batalhas contra Boleslau I, da Reino da Polónia, e Arduíno de Ivrea, que havia sido coroado rei da Itália. Foi coroado rei da Itália em 15 de maio de 1004, em Pavia, pelo arcebispo de Milão, com a famosa Coroa de Ferro.
Como duque da Baviera, foi coroado Imperador Romano-Germânico em 1014 pelo papa Bento VIII.
Ao lado da sua esposa, Santa Cunegunda, princesa de Luxemburgo, enquanto santo, Henrique inspirou sua vida num alto modelo de religiosidade e integridade de costumes. Reinou solícito ao bem-estar de seu povo, preocupando-se sempre em promover-lhe a elevação humana e cristã.
Suas contribuições mais importantes, como imperador, são relacionadas a consolidação das relações entre o estado e a igreja. Apoiou os bispos contra clérigos monásticos e ajudou-os a estabelecer seus poderes temporais sobre os territórios que governavam, ajudando-os a manter a ordem contra nobres rebeldes e familiares ambiciosos. Foi grande apoiador do celibato e fundou a diocese de Bamberga.
Por sua insistência, o papa Bento VIII prescreveu o uso do credo niceno-constantinopolitano aos domingos na missa em 1014. Tentava organizar, junto com o papa, um concílio para clarificar as relações político-eclesiais quando morreu inesperadamente.
Faleceu em Bamberga, atual Alemanha, aos 13 de junho de 1024. Segundo se conta, ele e sua esposa fizeram votos de castidade e por isto não deixaram filhos.

## Veneração
Henrique foi canonizado em julho de 1147 pelo Papa Eugénio III e sua esposa, Cunigundes, no ano de 1200 pelo [Papa Inocêncio III]]. Suas relíquias foram carregadas em campanhas contra exércitos heréticos em 1160. Sua tumba está na Catedral de Bamberg.